# Festival Internacional de Cine de San Francisco
El Festival Internacional de Cine de San Francisco (en inglés: San Francisco International Film Festival, abreviado como SFIFF) es uno de los más antiguos festivales de cine en Estados Unidos.[cita requerida] Organizada por la San Francisco Film Society, el evento se realiza cada primavera por dos semanas, presentando cerca de 200 películas de más de 50 países cada año. El Festival destaca las tendencias actuales de la producción internacional de películas y vídeos, con énfasis en el trabajo que aún no ha garantizado la distribución de Estados Unidos. Desde su creación, el festival creció para atender a más de 70.000 usuarios, con exhibiciones en San Francisco y Berkeley.